# جامعة باريس 8
جامعة باريس 8 (بالفرنسية: Université Paris VIII) وسابقاً جامعة فانسين (بالفرنسية: Université de Vincennes) إحدى الجامعات الباريسية الثلاث عشرة. انتقل الحرم الجامعي لهذه الجامعة من فانسين شرق باريس إلى مدينة سان دوني شمال باريس عام 1980 باتفاق بين عمدة باريس آنذاك جاك شيراك ووزيرة الجامعات. اشتهرت الجامعة بكونها معقلاً قوياً للطلاب الراديكاليين ولغلاة الشيوعيين وبالذات بعد الاحتجاجات الطلابية عام 1968.

## تاريخ الجامعة
أُطلق على المؤسسة التجريبية الجديدة التي تأسست عام 1969 اسم المركز الجامعي التجريبي في فانسن (CUEV). وفي عام 1971، اكتسبت الجامعة صفة الجامعة الكاملة، مما سمح لها بمنح شهاداتها الخاصة بها، وأعيد تسميتها "جامعة باريس الثامنة". ومنذ انتقالها إلى سان دوني في عام 1980، أصبحت الجامعة مركزًا رئيسيًا للتدريس والبحث في العلوم الإنسانية في منطقة إيل دو فرانس.

### سنوات مضطربة
بمجرد افتتاحها، أصبحت فينسين مسرحًا لاستمرار أحداث 1968، حيث احتلها الطلاب الراديكاليون على الفور تقريبًا، وكانت مسرحًا لمواجهات عنيفة مع الشرطة. تضمنت إحدى الحوادث، في أوائل عام 1972، إضراب عمال النظافة (travailleurs du nettoyage). غزا البوابون الراديكاليون الفصول الدراسية واتهموا الأساتذة بأنهم عمال نظافة وطالبوا بالتضامن معهم. وفي تلك الأثناء، كان هناك الكثير من المنشورات الراديكالية لدرجة أن بعض أروقة الجامعة كانت مسدودة بمنشورات مجعدة حتى الكاحل.
واشتهرت الجامعة خصوصًا بقسم الفلسفة الراديكالي الذي جمعه ثم ترأسه ميشيل فوكو الذي كان في هذه المرحلة من حياته المهنية في أشد حالاته النضالية، حيث شارك في إحدى المرات في احتلال طلابي ورشق الشرطة خارج المبنى بالمقذوفات. لكن فضيحة هذا القسم لم تظهر حول هذه الحادثة، بل حول إحدى أساتذة الفلسفة، وهي ابنة جاك لاكان، جوديث ميلر، التي لم تكن شيوعية ملتزمة فحسب، مثل معظم أعضاء هيئة التدريس، بل كانت ماوية أيضًا. تم سحب اعتماد القسم بعد أن تم الكشف عن قيام ميلر بتوزيع مقررات دراسية على غرباء التقت بهم في حافلة. (تم فصلت ميلر لاحقًا من قبل وزارة التعليم الفرنسية بعد أن قالت في مقابلة إذاعية إن الجامعة مؤسسة رأسمالية وأنها تحاول أن تجعلها تعمل بأقصى ما يمكن).

### الإصلاحات الأخيرة
منذ الاضطرابات التي شهدتها الجامعة في أواخر الستينيات، أقرت الجامعة حياة أكاديمية أكثر تعميمًا بكثير، واستقدمت أقسامًا جديدة وأساتذة جدد وقواعد وطنية لإحداث هذا التغيير. في عام 1980، تم نقل الجامعة إلى ضاحية سان دوني. وتبلغ الطاقة الاستيعابية للجامعة 24,000 طالب سنوياً، مما يجعل "باريس الثامنة" جامعة مهمة تضم أقساماً معترفاً بها دولياً في الفلسفة والعلوم السياسية وفنون السينما ودراسات الاتصال ودراسات المرأة.

## الأكاديميون
تقدم الجامعة أكثر من مائة دورة دراسية في البكالوريوس والدراسات العليا والدبلوم. وتشتهر الجامعة خصوصًا ببرنامج العلوم السياسية حيث أنها الجامعة الحكومية الوحيدة في فرنسا التي تقدم هذا التخصص في المرحلة الجامعية الأولى.
تقدم جامعة باريس الثامنة بعض فرص التعلم عن بعد لعدد مختار من المواد الدراسية مثل القانون وعلم النفس.

## الانتماءات
تتمتع جامعة باريس الثامنة بعلاقات جيدة ولديها أكثر من 250 شراكة مع جامعات حول العالم. وتشمل هذه الشراكات جامعة كاليفورنيا في بيركلي، وأكاديمية بكين للأفلام، وجامعة بوسطن، وجامعة برلين الحرة، وجامعة هومبولت في برلين، وجامعة فيينا، وكذلك منذ عام 2016 جامعة روج آفا.
يتم تشجيع الطلاب على قضاء فصل دراسي أو فصلين دراسيين في مؤسسة مجاورة في الولايات المتحدة أو كندا أو أمريكا اللاتينية أو آسيا أو أوروبا من أجل تطوير مهاراتهم اللغوية وفهمهم الثقافي. وبدلاً من ذلك، يتاح للطلاب أيضاً إمكانية تدريس اللغة الفرنسية في مدرسة ثانوية في الخارج أو إكمال فترة تدريب.

## الأكاديميون البارزون

### الفلسفة
- جيل دولوز
- فرانسوا شاتليه
- آلان باديو

- إتيان باليبار
- دانيال بن سعيد
- بيير كاسو نوجيس
- ميشيل فوكو
- لوس إيريغاراي
- فيليكس غوتاري
- سيلفان لازاروس
- جان فرانسوا ليوتار
- أنطونيو نيغري
- جاك رانسيير
- رينيه شيرر

### التحليل النفسي
- بروس فينك (محلل نفسي)
- جاك لاكان
- سيرج ليكلير
- جاك آلان ميلر
- فرانسوا ريغنو
- إريك لوران
- سلافوي جيجيك

### السياسة والعلاقات الدولية
- جيلبير أشقر
- خوسيه دي كاسترو
- جين فريدمان
- مائير مصري

### الاقتصاد
- برنارد ماريس

### علوم الاتصال
- أرماند ماتيلارت

### الوسائط الفائقة والإعلام الجديد والثقافة السيبرانية
- بيير ليفي

### الأنثروبولوجيا
- آلان بيرتو

### علم الاجتماع
- جون إلستر
- مايكل لوي
- جان كلود باسيرون
- نيكوس بولانتزاس
- هنري لابوريت (علم الأحياء السلوكي والتفكير النظمي)

### الفنون
- موريس بنايون
- جان لوي بويسييه
- كريستين بروك-روز
- كريستين بوسي-غلوكسمان
- هيلين سيكسوس
- إدمون كوشو
- فرانك بوبر

### موسيقى
- دانيال شارل
- إيفلين بليك أندرياني
- كوستين ميريانو

### علم الموسيقى العرقية
- جيوفانا ماريني

### اللغويات
- مارتين عبد الله بريتسيلي
- نيكولاس رويت
- موريس غروس
- جان دوبوا
- ريتشارد س. كاين

### رؤساء الجامعات
- جوزيف إ. عون

## الخريجون البارزون

### العائلة المالكة
- إيليا، ولية عهد ألبانيا

## المراكز التابعة
- مركز دراسات المرأة والجنس

## مقالات ذات صلة
- المعهد الفرنسي للجيوسياسة
- قائمة الكليات والجامعات في فرنسا

## روابط خارجية
- الموقع الرسمي.